# Corbeilles
Corbeilles è un comune francese di 1 537 abitanti situato nel dipartimento del Loiret nella regione del Centro-Valle della Loira.
Il comune è anche chiamato, forse per distinguerlo dall'antico comune di Corbeil (Corbeil-Essonnes), Corbeilles-en-Gâtinais. Questa denominazione, abbastanza recente, non è però ufficiale e non è molto usata nel linguaggio corrente.

## Società

### Evoluzione demografica
Abitanti censiti